# Московський сільський округ (Єсільський район)
Моско́вський сільський округ (каз. Московское ауылдық округі, рос. Московский сельский округ) — адміністративна одиниця у складі Єсільського району Акмолинської області Казахстану. Адміністративний центр та єдиний населений пункт — село Московське.
Населення — 504 особи (2021; 711 у 2009, 819 у 1999, 919 у 1989).
Станом на 1989 рік існували Жаниспайська сільська рада (селище Жаниспай), Ковильна сільська рада (селища Ковильне-1, Ковильне-2) та Московська сільська рада (селище Московський). 1993 року ці сільради утворили Жаниспайський сільський округ. 2000 року сільський округ був розділений на три: Жаниспайський, Ковильненський та Московський.